# Буйвал Дмитро Володимирович
Дмитро Володимирович Буйвал (нар. 1 липня 1991 Суми — † 11 серпня 2023 Першотравневе, Куп’янського району, Харківської області) — військовослужбовець 106-ї окремої бригади територіальної оборони, старший оператор другого протитанкового відділення взводу роти вогневої підтримки. У мирному житті митець, вуличний артист, громадський діяч, майстер пантоміми, фаєр-шоу. У місті впроваджував вуличне мистецтво живих статуй, натхненник фестивалю «Харитоненко Fest».

## Життєпис

### Навчання
Навчання почав в Сумському ЗЗСО № 13 СМР, потім був переведений до ОЗ Гоголівська ЗОШ в смт. Гоголеве на Полтавщині, де мешкали його дідусь з бабусею, деякий час жив і навчався там. Згодом повернувся до Сум, де здобув базову середню освіту в  Сумському ЗЗСО № 12 СМР. 
Після 9-го класу навчався у Сумському міжрегіональному вищому професійному училищі № 16 на кравця. 
Після закінчення поїхав працювати до Києва. 
Спробував себе у декількох професіях, але все одно зупинився на професії кравця, що дуже допомогло йому у його творчій діяльності. Періодично створював одяг для себе.

### Творчість
Повернувшись із Києва до Сум створив команду вогняного мистецтва «АртільМІФ», влаштував фаєр-шоу, навчав інших. 
З 2007 року почав займатися вуличним мистецтвом (вогняне шоу)
2010 року  створив перший комерційний проект «Театр вогню «Інітія»», де був керівником, артистом, техніком-піротехніком, декоратором, костюмером, гримером. У прямому підпорядкуванні мав 10 підлеглих.
У 2011 році створив та очолив «Театр вогню «Яровіт»», де виконував ті ж повноваження, що й в «Інітії».
У 2012 році створив «Арт-група «Конкордія», де був керівником, артистом, техніком-піротехніком, декоратором, костюмером, гримером. У прямому підпорядкуванні мав 5 підлеглих.
У 2013 році створив перший костюм живої скульптури.
У той же рік створив студію «StLs *studio theatr living statues*»
У 2013 році покинув проект «Конкордія». 
У 2017 році зробив ребрендінг «StLs» стало «Міфом». 
2017-2020 р.р. – ФОП «Буйвал Дмитро Володимирович».
| Артіль Міф моя казка моє життя За 6 сезонів існування цього проекту Виховав в сумчанах поняття «жива скульптура», почав проводити широкоформатну програму просвіти поняття вуличне мистецтво, а саме: «жива скульптура» та «вогняне мистецтво». Разом зі своєю командою відвідав близько 50 населених пунктів України та 14 країн світу, серед яких: Ліван, Латвія, Катар, Бельгія, Нідерланди, Ізраїль, Польща, Корея, Англія, Білорусь, Португалія, Македонія та інші. із резюме Дмитра Буйвала |
У 2017 році організований Дмитром мініфестиваль живої скульптури «Казкова вулиця»  зібрав близько 6000 глядачів.
У 2018 мініфестиваль «Казкова вулиця» відвідало приблизно 10000 глядачів.
У 2019 році організував та провів Благодійний фестиваль вуличних мистецтв «Харитоненко Фест». 
За 10 років у місті Суми через Дмитрові проєкти пройшло понад 500 осіб – учасників. 
В команді «Артіль Міф» була внутрішня інституція, яка включала в себе 4 рівня, за якою  проходили  учасники команди. Команда складалася, (на момент закриття), із 19 учасників. 
У 2018 році заснував громадську організацію «Голос вулиці», де був керівником.
З 2020 року менеджер Сумської обласної організації ГО «Let’s do it, Ukraine!».
У 2017 році нагороджений грамотою сумського міського голови.
У 2017 році увійшов до «ТОП-50» митців світу, за версією «World living statues Аrnhem»,  (Нідерланди)
У 2018 році увійшов до «ТОП-30» артистів, за версією чемпіонату який проходив в Англії
2019 році знову увійшов до «ТОП-50» митців світу, за версією «World living statues Аrnhem»,  (Нідерланди).
У 2020 році переміг на Всеукраїнському фестивалі вуличних мистецтв
У 2020-2021 рр. на період світової пандемії був «на паузі».
Наприкінці 2021 року став одним із переможців мистецького конкурсу на виробництво проєктів АТ «Національної суспільної телерадіокомпанії України» на умовах надання гранту Державного департаменту США. В рамках проєкту планувалися зйомки створення нової композиції живої скульптури, пов’язаної з історичним минулим України, а також вихід в ефір телеканалу UA:Суми циклу передач. 
У 2022 році відновив роботу «Артіль Міф», яка була орієнтована на залучення до виступів людей з інвалідністю, їхню адаптацію та соціалізацію. Це відбувалося шляхом опанування тонкощів мистецтва живої скульптури, створення образів та виступів перед публікою.

### Участь у війні
За тиждень до повномасштабного вторгнення намагався записатися до лав тероборони у Сумах та Нижньосироватської об’єднанної територіальної громади. Через відсутність військового досвіду йому відмовили, на той час формувалися підрозділи лише із досвідчених бійців.
У перші дні війни пішов знімати дорожні вказівники в районі Гірного. Збирав розвідку у Старому Селі про пересування російських колон. Коли у районі Низів — Нижньої Сироватки сили територіальної оборони вступили у нерівний бій з окупантами і спробували відступити через річку Псел у бік Старого, Дмитро узяв увесь свій термоодяг, аптечку, їжу і воду пішов на допомогу. 
3 червня 2022 увійшов до складу Сил спеціальних операцій. Виконував бойові завдання на території Сумщини, був стрільцем-розвідником. На початку грудня 2022 до березня 2023 воював під Бахмутом. 

#### Загибель
За 2 тижні до загибелі переведений до 87-го батальйону 106-ї бригади Територіальної оборони на посаду старшого оператора протитанкового відділення протитанкового взводу, роти вогневої підтримки. 
29 липня 2023 поїхав до Куп’янська. 6 серпня 2023 прибув на позицію на «нулі». 
11 серпня 2023 почався штурм окупаційними військами позицій в районі Першотравневого і Орлянки. Під час артобстрілу разом з побратимом прикривав відхід свого підрозділу. Загинули обидва. Підрозділ успішно відійшов на нову позицію.

## Родина
Народився в сім’ї робітників Любові та Володимира, які з дитинства мають порушення слуху. Мати — Любов Буйвал все життя пропрацювала швачкою на сумському підприємстві. Тато — Володимир Буйвал за фахом – модельник дерев’яних моделей. 

### Особисте життя
Був у цивільному шлюбі з журналісткою Наталією Новак, незабаром мали побратися. 07 лютого 2024 у них народилася донька Марія .

## Нагороди та відзнаки
- Відзначений грамотою Сумського міського голови.[2]
- У червні 2023 отримав звання ветерана війни.
- Амбасадор фонду Богдана Гаврилишина в Сумській області.
- 20 вересня 2023 рішенням сесії Сумської міської ради йому присвоєно звання Почесного громадянина міста Суми (посмертно)[3].
- 22 листопада 2023 На п'ятій сесії Сумської районної ради, "За особливі заслуги перед громадою Сумського району" I ступеня нагороджено солдата Дмитра Буйвала (посмертно)

## Цікаві факти
- Мріяв відреставрувати садиби Харитоненка та Зборомирських у Старому Селі — перші кам'яні споруди Слобожанщини.
- Грав на музичних інструментах на дримбі і трохи на лірі, яку прагнув добре опанувати. Незадовго до загибелі замовив ліру ручної роботи.
- 2020 року безуспішно балотувався до Сумської обласної та міської рад 8-го скликання від ВО «Свобода».[4]